# Unione Sportiva Salernitana 1919 2022-2023
Questa voce raccoglie le informazioni riguardanti l'Unione Sportiva Salernitana 1919 nelle competizioni ufficiali della stagione 2022-2023.

## Stagione
La stagione 2022-2023 è per la Salernitana la 4ª partecipazione nella massima serie del campionato italiano di calcio, la prima non da neo-promossa. In panchina viene inizialmente confermato Davide Nicola, tra i principali artefici della salvezza della stagione precedente, mentre nuovo direttore sportivo dei granata è Morgan De Sanctis, subentrato a Walter Sabatini.
Nonostante l'eliminazione in Coppa Italia, la Salernitana avvia abbastanza bene il campionato, perdendo con la Roma prima di totalizzare 7 punti nelle successive 5 giornate, compreso il successo (l'unico) per 4-0 sulla Sampdoria. Dopo due sconfitte, la squadra si riprende e batte il Verona grazie a un gol del senegalese Boulaye Dia al 94' e, dopo il KO in casa dell'Inter, batte lo Spezia e soprattutto la Lazio in trasferta, per poi sfiorare la terza vittoria consecutiva con la Cremonese e portarsi al nono posto con 17 punti in 13 partite.
Successivamente, tuttavia, arrivano 3 sconfitte consecutive interrotte dal pari con il Torino, e subito dopo un pesantissimo 2-8 con l'Atalanta; dopo la nuova battuta d'arresto con il Napoli, la Salernitana riesce a battere di misura il Lecce. Dopo due sconfitte, che alla 22ª giornata lasciano i granata quintultimi con 21 punti e a soli quattro punti dalla zona retrocessione, il tecnico torinese viene esonerato e al suo posto viene ingaggiato Paulo Sousa.
Il nuovo allenatore portoghese, nonostante un'iniziale battuta d'arresto con la Lazio, riesce a risollevare la squadra: con 10 risultati utili consecutivi, 2 vittorie e 8 pareggi, compresi quelli raggiunti nel finale con Napoli e Inter, la Salernitana si porta al 14º posto. Nonostante la sconfitta con l'Empoli, la squadra si riprende subito e batte l'Atalanta con una rete di Candreva al 93', pareggia con la Roma e vince in rimonta con l'Udinese, nuovamente grazie a un gol nel recupero, stavolta segnato dall'ex Troost-Ekong al 96'. Con la sconfitta esterna con la Cremonese, la Salernitana chiude la stagione al 15º posto con 42 punti, 11 in più sulla zona retrocessione.
Il capocannoniere stagionale è Dia, con 16 reti in campionato.

## Divise e sponsor
Il fornitore tecnico per la stagione 2022-2023 è Zeus Sport, mentre gli sponsor ufficiali sono Caffè Motta (main sponsor), FarmaciaContinua.it (second sponsor), Supermercati Eté (sleeve sponsor) e Università telematica e-Campus (back sponsor).
La prima maglia è granata con inserti neri ed una simil-banda nera all'altezza dello sponsor tecnico. Il colletto è a girocollo
La seconda maglia è bianca con banda granata e sfumature celesti sul petto, con il colletto a girocollo.
La terza maglia è gialla con inserti granata, con il colletto a girocollo di colore granata.
| Casa | Trasferta | Terza divisa | Quarta divisa |

## Organigramma societario
Area direttiva
- Presidente: Danilo Iervolino
- Amministratore delegato: Maurizio Milan
- Segretario generale: Massimiliano Dibrogni
- Segretaria settore agonistico: Gabriella Borgia
- Consigliere e Direttore generale: Franco Collavino

Area comunicazione e marketing
- Responsabile Marketing: Mara Andria
- Area commerciale: Claudio De Leonardis
- Area amministrazione e biglietteria: Maria Vernieri, Paola Palmieri, Pierluigi Petraglia, Rosario Manna

Area sportiva
- Direttore sportivo: Morgan De Sanctis
- Team manager: Salvatore Avallone
- Responsabile area scouting: Antonio Larocca

Area tecnica
- Responsabile area tecnica: Giulio Migliaccio
- Allenatore: Davide Nicola (1ª-22ª)
Paulo Sousa (23ª-38ª)
- Vice-allenatore: Manuele Cacicia (1ª-22ª)
Víctor Sánchez Lladò (23ª-38ª)
- Collaboratori tecnici: Simone Barone (1ª-22ª), Manolo Pestrin (1ª-22ª), Franck Ribéry, Manuel Júlio Cordeiro da Silva Pereira (23ª-38ª)
- Preparatori portieri: Michelangelo Rampulla, Mauro Lamberti
- Preparatori atletici: Gabriele Stoppino (1ª-22ª), Vincenzo Laurino, Marco Celia, Daniele Tozzi
- Match analysts: Federico Barni (1ª-23ª) Cosimo Cappagli (23ª-38ª), Sandro Antonini
- Addetta all'arbitro: Cristina Lambiase Savage
- Magazzinieri: Gerardo Salvucci, Rosario Fiorillo

Area sanitaria
- Responsabile sanitario: Vincenzo Rosciano
- Coordinatore area medica: Gennaro Alfano
- Medico sociale: Italo Leo
- Fisioterapisti - Osteopati: Giovanni Carmando, Giuseppe Magliano
- Massofisioterapista: Davide Bisogno
- Fisioterapista: Francesco Minieri
- Nutrizionista: Andrea Cioffi
- Consulenti scientifici: Marcello Zappia, Antonio Lambiase
- Podologo: Mario Fortunato

## Rosa
Rosa e numerazione aggiornate all'8 febbraio 2023.
| N. |                        | Ruolo | Calciatore                |
| -- | ---------------------- | ----- | ------------------------- |
| 1  | Italia (bandiera)      | P     | Vincenzo Fiorillo         |
| 2  | Tunisia (bandiera)     | D     | Dylan Bronn               |
| 3  | Croazia (bandiera)     | D     | Domagoj Bradarić          |
| 4  | Polonia (bandiera)     | D     | Paweł Jaroszyński         |
| 5  | Austria (bandiera)     | D     | Flavius Daniliuc          |
| 6  | Francia (bandiera)     | C     | Junior Sambia             |
| 8  | Norvegia (bandiera)    | C     | Emil Bohinen              |
| 9  | Italia (bandiera)      | A     | Federico Bonazzoli        |
| 10 | Paesi Bassi (bandiera) | C     | Tonny Vilhena             |
| 11 | Norvegia (bandiera)    | A     | Erik Botheim              |
| 12 | Italia (bandiera)      | P     | Alessandro Micai          |
| 13 | Messico (bandiera)     | P     | Guillermo Ochoa           |
| 13 | Italia (bandiera)      | D     | Valerio Mantovani         |
| 14 | Cile (bandiera)        | A     | Diego Valencia            |
| 15 | Nigeria (bandiera)     | D     | William Troost-Ekong      |
| 15 | Italia (bandiera)      | C     | Michele Cavion            |
| 16 | Serbia (bandiera)      | D     | Ivan Radovanović          |
| 17 | Argentina (bandiera)   | D     | Federico Fazio (capitano) |
| 18 | Mali (bandiera)        | C     | Lassana Coulibaly         |
| 19 | Norvegia (bandiera)    | A     | Julian Kristoffersen      |
| 20 | Cipro (bandiera)       | C     | Grīgorīs Kastanos         |

| N. |                        | Ruolo | Calciatore                      |
| -- | ---------------------- | ----- | ------------------------------- |
| 22 | Slovenia (bandiera)    | C     | Domen Črnigoj                   |
| 22 | Paesi Bassi (bandiera) | C     | Reda Boultam                    |
| 23 | Slovacchia (bandiera)  | D     | Norbert Gyömbér (vice capitano) |
| 24 | Tunisia (bandiera)     | D     | Wajdi Kechrida                  |
| 25 | Italia (bandiera)      | C     | Giulio Maggiore                 |
| 26 | Francia (bandiera)     | D     | Sanasi Sy                       |
| 28 | Italia (bandiera)      | C     | Leonardo Capezzi                |
| 29 | Senegal (bandiera)     | A     | Boulaye Dia                     |
| 30 | Italia (bandiera)      | D     | Pasquale Mazzocchi              |
| 33 | Italia (bandiera)      | P     | Luigi Sepe                      |
| 35 | Moldavia (bandiera)    | D     | Andrei Moțoc                    |
| 39 | Italia (bandiera)      | C     | Antonio Pio Iervolino           |
| 41 | Italia (bandiera)      | C     | Hans Nicolussi Caviglia         |
| 63 | Italia (bandiera)      | A     | Edoardo Vergani                 |
| 66 | Italia (bandiera)      | D     | Matteo Lovato                   |
| 71 | Italia (bandiera)      | P     | Jacopo De Matteis               |
| 72 | Italia (bandiera)      | P     | Andrea Sorrentino               |
| 87 | Italia (bandiera)      | C     | Antonio Candreva                |
| 98 | Italia (bandiera)      | D     | Lorenzo Pirola                  |
| 99 | Polonia (bandiera)     | A     | Krzysztof Piątek                |
| 99 | Nigeria (bandiera)     | A     | Simy                            |

## Calciomercato

### Sessione estiva(dal 01/07 al 01/09)
| Acquisti         | Acquisti                | Acquisti             | Acquisti                                                                                        |
| R.               | Nome                    | da                   | Modalità                                                                                        |
| ---------------- | ----------------------- | -------------------- | ----------------------------------------------------------------------------------------------- |
| D                | Dylan Bronn             | Metz                 | definitivo                                                                                      |
| D                | Domagoj Bradarić        | Lilla                | definitivo                                                                                      |
| D                | Flavius Daniliuc        | Nizza                | definitivo                                                                                      |
| D                | Matteo Lovato           | Atalanta             | definitivo                                                                                      |
| D                | Lorenzo Pirola          | Inter                | prestito con diritto di riscatto e controriscatto                                               |
| C                | Antonio Candreva        | Sampdoria            | prestito con diritto di riscatto e obbligo di riscatto al verificarsi di determinate condizioni |
| C                | Giulio Maggiore         | Spezia               | definitivo                                                                                      |
| C                | Junior Sambia           | Montpellier          | definitivo                                                                                      |
| C                | Tonny Vilhena           | Espanyol             | prestito con diritto di riscatto                                                                |
| A                | Federico Bonazzoli      | Sampdoria            | definitivo                                                                                      |
| A                | Erik Botheim            | Bodø/Glimt           | definitivo                                                                                      |
| A                | Boulaye Dia             | Villarreal           | prestito con diritto di riscatto                                                                |
| A                | Krzysztof Piątek        | Hertha Berlino       | prestito con diritto di riscatto                                                                |
| A                | Diego Valencia          | Universidad Católica | definitivo                                                                                      |
| Altre operazioni |                         |                      |                                                                                                 |
| R.               | Nome                    | da                   | Modalità                                                                                        |
| P                | Alessandro Micai        | Reggina              | fine prestito                                                                                   |
| P                | Luigi Sepe              | Parma                | obbligo di riscatto                                                                             |
| D                | Gioacchino Galeotafiore | Seregno              | fine prestito                                                                                   |
| C                | Grīgorīs Kastanos       | Juventus             | definitivo                                                                                      |
| D                | Valerio Mantovani       | Alessandria          | fine prestito                                                                                   |
| D                | Pasquale Mazzocchi      | Venezia              | obbligo di riscatto                                                                             |
| D                | Sanasi Sy               | Cosenza              | fine prestito                                                                                   |
| C                | Emil Bohinen            | CSKA Mosca           | obbligo di riscatto                                                                             |
| C                | Reda Boultam            | Cosenza              | fine prestito                                                                                   |
| C                | Mamadou Coulibaly       | Udinese              | obbligo di riscatto                                                                             |
| C                | Carmine Iannone         | Paganese             | fine prestito                                                                                   |
| A                | Filippo D'Andrea        | Teramo               | fine prestito                                                                                   |
| A                | Agostino Del Regno      | Paganese             | fine prestito                                                                                   |
| A                | Julian Kristoffersen    | Cosenza              | fine prestito                                                                                   |
| A                | Mikael                  | Sport Recife         | obbligo di riscatto                                                                             |
| A                | Francesco Orlando       | Alessandria          | fine prestito                                                                                   |
| A                | Simy                    | Parma                | fine prestito                                                                                   |

| Cessioni         | Cessioni                | Cessioni         | Cessioni                                 |
| R.               | Nome                    | a                | Modalità                                 |
| ---------------- | ----------------------- | ---------------- | ---------------------------------------- |
| P                | Vid Belec               | APOEL            | definitivo                               |
| D                | Riccardo Gagliolo       | Reggina          | definitivo                               |
| D                | Paweł Jaroszyński       | KS Cracovia      | prestito                                 |
| D                | Wajdi Kechrida          | Atromītos        | definitivo                               |
| D                | Valerio Mantovani       | Ternana          | prestito                                 |
| D                | Frédéric Veseli         | Benevento        | definitivo                               |
| C                | Michele Cavion          | Vicenza          | definitivo                               |
| C                | Mamadou Coulibaly       | Ternana          | prestito                                 |
| C                | Francesco Di Tacchio    | Ternana          | definitivo                               |
| C                | Éderson                 | Atalanta         | definitivo (21 milioni €)                |
| C                | Edoardo Iannoni         | Perugia          | prestito                                 |
| C                | Joel Obi                | Reggina          | svincolato                               |
| A                | Milan Đurić             | Verona           | svincolato                               |
| A                | Simy                    | Benevento        | prestito con diritto di riscatto         |
| A                | Edoardo Vergani         | Pescara          | definitivo                               |
| Altre operazioni |                         |                  |                                          |
| R.               | Nome                    | a                | Modalità                                 |
| P                | Antonio Russo           | Taranto          | definitivo                               |
| D                | Luka Bogdan             | Ternana          | rinnovo prestito con obbligo di riscatto |
| D                | Filippo Delli Carri     | Juventus         | fine prestito                            |
| D                | Radu Drăgușin           | Juventus         | fine prestito                            |
| D                | Gioacchino Galeotafiore |                  | svincolato                               |
| D                | Luca Ranieri            | Fiorentina       | fine prestito                            |
| D                | Matteo Ruggeri          | Atalanta         | fine prestito                            |
| D                | Andrea Schiavone        |                  | svincolato                               |
| D                | Stefan Strandberg       |                  | svincolato                               |
| D                | Nadir Zortea            | Atalanta         | fine prestito                            |
| C                | Reda Boultam            | Istria 1961      | prestito                                 |
| C                | Grīgorīs Kastanos       | Juventus         | fine prestito                            |
| A                | Federico Bonazzoli      | Sampdoria        | fine prestito                            |
| A                | Filippo D'Andrea        | Audace Cerignola | definitivo                               |
| A                | Carmine Iannone         | Messina          | definitivo                               |
| A                | Mikael                  | Sport Recife     | prestito                                 |
| A                | Lys Mousset             | Sheffield Utd    | fine prestito                            |
| A                | Diego Perotti           |                  | fine contratto                           |
| A                | Simone Verdi            | Torino           | fine prestito                            |

### Sessione invernale (dal02/01al31/01)
| Acquisti | Acquisti                | Acquisti          | Acquisti                                          |
| R.       | Nome                    | da                | Modalità                                          |
| -------- | ----------------------- | ----------------- | ------------------------------------------------- |
| P        | Guillermo Ochoa         | América           | definitivo                                        |
| D        | William Troost-Ekong    | Watford           | prestito con diritto di riscatto                  |
| C        | Domen Črnigoj           | Venezia           | prestito con diritto di riscatto                  |
| C        | Hans Nicolussi Caviglia | Juventus Next Gen | prestito con diritto di riscatto e controriscatto |

| Cessioni         | Cessioni             | Cessioni      | Cessioni                                          |
| R.               | Nome                 | a             | Modalità                                          |
| ---------------- | -------------------- | ------------- | ------------------------------------------------- |
| D                | Sanasy Sy            | Nîmes         | definitivo                                        |
| C                | Leonardo Capezzi     | Perugia       | definitivo                                        |
| A                | Julian Kristoffersen | Virtus Verona | prestito                                          |
| Altre operazioni |                      |               |                                                   |
| R.               | Nome                 | a             | Modalità                                          |
| P                | Jacopo De Matteis    | Fermana       | prestito                                          |
| D                | Andrei Moțoc         | Siena         | prestito con diritto di riscatto e controriscatto |
| A                | Francesco Orlando    | Siena         | prestito                                          |

## Risultati

### Serie A

#### Girone di andata
| Arbitro: | Sozza (Seregno) |

|  |           |               |
|  | Marcatori | 33’ Cristante |

| Udine 20 agosto 2022, ore 18:30 CEST 2ª giornata | Udinese             | 0 – 0 referto | Salernitana | Dacia Arena (17 054 spett.)\| Arbitro: \| Aureliano (Bologna) \| |
| Arbitro:                                         | Aureliano (Bologna) |               |             |                                                                  |

| Arbitro: | Massa (Imperia) |

|                                              |           |  |
| Dia 7’ Bonazzoli 16’ Vilhena 50’ Botheim 76’ | Marcatori |  |

| Arbitro: | Ghersini (Genova) |

|                       |           |         |
| Arnautović 52’ (rig.) | Marcatori | 88’ Dia |

| Arbitro: | Abisso (Palermo) |

|                       |           |                          |
| Mazzocchi 39’ Dia 61’ | Marcatori | 31’ Satriano 81’ Lammers |

| Arbitro: | Marcenaro (Genova) |

|                          |           |                                  |
| Bremer 51’ Bonucci 90+3’ | Marcatori | 18’ Candreva 45+5’ (rig.) Piątek |

| Arbitro: | Doveri (Roma 1) |

|                     |           |                          |
| González 55’ (aut.) | Marcatori | 43’ Ceesay 83’ Strefezza |

| Arbitro: | Ferrieri Caputi (Livorno) |

|                                                                             |           |  |
| Laurienté 12’ Pinamonti 39’ (rig.) Thorstvedt 53’ Harroui 76’ Antiste 90+2’ | Marcatori |  |

| Arbitro: | Ghersini (Genova) |

|                      |           |             |
| Piątek 18’ Dia 90+4’ | Marcatori | 56’ Depaoli |

| Arbitro: | Sacchi (Macerata) |

|                          |           |  |
| Martínez 14’ Barella 58’ | Marcatori |  |

| Arbitro: | Chiffi (Padova) |

|               |           |  |
| Mazzocchi 48’ | Marcatori |  |

| Arbitro: | Manganiello (Pinerolo) |

|              |           |                                |
| Zaccagni 41’ | Marcatori | 56’ Candreva 68’ Fazio 76’ Dia |

| Arbitro: | Marchetti (Ostia Lido) |

|                         |           |                         |
| Piątek 3’ Coulibaly 38’ | Marcatori | 12’ Okereke 89’ Ciofani |

| Arbitro: | La Penna (Roma 1) |

|                           |           |         |
| Bonaventura 15’ Jović 82’ | Marcatori | 55’ Dia |

| Arbitro: | Giua (Olbia) |

|                                                |           |  |
| Carlos Augusto 24’ Mota 35’ Pessina 76’ (rig.) | Marcatori |  |

| Arbitro: | Fourneau (Roma 1) |

|               |           |                     |
| Bonazzoli 83’ | Marcatori | 10’ Leão 15’ Tonali |

| Arbitro: | Colombo (Como) |

|             |           |              |
| Vilhena 49’ | Marcatori | 36’ Sanabria |

| Arbitro: | Aureliano (Bologna) |

|                                                                                                 |           |                                |
| Boga 5’ Lookman 20’ (rig.), 54’ Scalvini 23’ Koopmeiners 38’ Højlund 41’ Éderson 61’ Zortea 85’ | Marcatori | 10’ Dia 56’ Nicolussi Caviglia |

| Arbitro: | Chiffi (Padova) |

|  |           |                              |
|  | Marcatori | 45+3’ Di Lorenzo 48’ Osimhen |

#### Girone di ritorno
| Arbitro: | Massa (Imperia) |

|               |           |                    |
| Strefezza 23’ | Marcatori | 5’ Dia 20’ Vilhena |

| Arbitro: | Rapuano (Rimini) |

|  |           |                                     |
|  | Marcatori | 26’ (rig.), 47’ Vlahović 45’ Kostić |

| Arbitro: | Valeri (Roma 2) |

|            |           |  |
| Ngonge 31’ | Marcatori |  |

| Arbitro: | Abisso (Palermo) |

|  |           |                         |
|  | Marcatori | 60’ 69’ (rig.) Immobile |

| Arbitro: | Marinelli (Tivoli) |

|                                         |           |  |
| Coulibaly 51’ Kastanos 65’ Candreva 71’ | Marcatori |  |

| Genova 5 marzo 2023, ore 15:00 CET 25ª giornata | Sampdoria       | 0 – 0 referto | Salernitana | Stadio Luigi Ferraris (20 353 spett.)\| Arbitro: \| Massa (Imperia) \| |
| Arbitro:                                        | Massa (Imperia) |               |             |                                                                        |

| Arbitro: | La Penna (Roma 1) |

|              |           |         |
| Giroud 45+1’ | Marcatori | 61’ Dia |

| Arbitro: | Pairetto (Nichelino) |

|                   |           |                              |
| Pirola 7’ Dia 64’ | Marcatori | 11’ Ferguson 73’ Lykogiannis |

| Arbitro: | Orsato (Schio) |

|                |           |                    |
| Shomurodov 70’ | Marcatori | 43’ (aut.) Caldara |

| Arbitro: | Fabbri (Ravenna) |

|              |           |           |
| Candreva 90’ | Marcatori | 6’ Gosens |

| Arbitro: | Aureliano (Bologna) |

|              |           |            |
| Sanabria 57’ | Marcatori | 9’ Vilhena |

| Arbitro: | Camplone (Pescara) |

|                                 |           |  |
| Pirola 9’ Dia 20’ Coulibaly 65’ | Marcatori |  |

| Arbitro: | Marcenaro (Genova) |

|             |           |         |
| Olivera 62’ | Marcatori | 84’ Dia |

| Arbitro: | Pezzuto (Lecce) |

|                          |           |                                    |
| Dia 10’, 59’, 81’ (rig.) | Marcatori | 36’ González 71’ Ikoné 84’ Biraghi |

| Arbitro: | Volpi (Arezzo) |

|                          |           |            |
| Cambiaghi 38’ Caputo 63’ | Marcatori | 85’ Piątek |

| Arbitro: | Piccinini (Forlì) |

|                |           |  |
| Candreva 90+3’ | Marcatori |  |

| Arbitro: | Colombo (Como) |

|                           |           |                      |
| El Shaarawy 47’ Matić 83’ | Marcatori | 12’ Candreva 54’ Dia |

| Arbitro: | Baroni (Firenze) |

|                                              |           |                               |
| Kastanos 43’ Candreva 57’ Troost-Ekong 90+6’ | Marcatori | 25’ Zeegelaar 30’ Nestorovski |

| Arbitro: | Perenzoni (Rovereto) |

|                                   |           |  |
| Buonaiuto 26’ (rig.) Tsadjout 88’ | Marcatori |  |

### Coppa Italia

#### Turni eliminatori
| Arbitro: | Pezzuto (Lecce) |

|  |           |                        |
|  | Marcatori | 59’ Camara 73’ Mihăilă |

## Statistiche

### Statistiche di squadra
Statistiche aggiornate al 4 giugno 2023.
| Competizione | Punti | In casa | In casa | In casa | In casa | In casa | In casa | In trasferta | In trasferta | In trasferta | In trasferta | In trasferta | In trasferta | Totale | Totale | Totale | Totale | Totale | Totale | DR  |
| Competizione | Punti | G       | V       | N       | P       | Gf      | Gs      | G            | V            | N            | P            | Gf           | Gs           | G      | V      | N      | P      | Gf     | Gs     | DR  |
| ------------ | ----- | ------- | ------- | ------- | ------- | ------- | ------- | ------------ | ------------ | ------------ | ------------ | ------------ | ------------ | ------ | ------ | ------ | ------ | ------ | ------ | --- |
| Serie A      | 42    | 19      | 7       | 6       | 6       | 30      | 26      | 19           | 2            | 9            | 8            | 18           | 35           | 38     | 9      | 15     | 14     | 48     | 62     | -14 |
| Coppa Italia | -     | 1       | 0       | 0       | 1       | 0       | 2       | 0            | 0            | 0            | 0            | 0            | 0            | 1      | 0      | 0      | 1      | 0      | 2      | -2  |
| Totale       | -     | 20      | 7       | 6       | 7       | 30      | 28      | 19           | 2            | 9            | 8            | 18           | 35           | 39     | 9      | 15     | 15     | 48     | 64     | -16 |

### Andamento in campionato
| Giornata  | 1  | 2  | 3  | 4  | 5  | 6  | 7  | 8  | 9  | 10 | 11 | 12 | 13 | 14 | 15 | 16 | 17 | 18 | 19 | 20 | 21 | 22 | 23 | 24 | 25 | 26 | 27 | 28 | 29 | 30 | 31 | 32 | 33 | 34 | 35 | 36 | 37 | 38 |
| --------- | -- | -- | -- | -- | -- | -- | -- | -- | -- | -- | -- | -- | -- | -- | -- | -- | -- | -- | -- | -- | -- | -- | -- | -- | -- | -- | -- | -- | -- | -- | -- | -- | -- | -- | -- | -- | -- | -- |
| Luogo     | C  | T  | C  | T  | C  | T  | C  | T  | C  | T  | C  | T  | C  | T  | T  | C  | C  | T  | C  | T  | C  | T  | C  | C  | T  | T  | C  | T  | C  | T  | C  | T  | C  | T  | C  | T  | C  | T  |
| Risultato | P  | N  | V  | N  | N  | N  | P  | P  | V  | P  | V  | V  | N  | P  | P  | P  | N  | P  | P  | V  | P  | P  | P  | V  | N  | N  | N  | N  | N  | N  | V  | N  | N  | P  | V  | N  | V  | P  |
| Posizione | 11 | 12 | 10 | 10 | 10 | 10 | 13 | 13 | 11 | 12 | 11 | 10 | 9  | 11 | 12 | 14 | 14 | 15 | 15 | 14 | 16 | 16 | 16 | 16 | 16 | 16 | 15 | 15 | 15 | 15 | 14 | 14 | 14 | 15 | 15 | 15 | 15 | 15 |

Fonte:  Serie A – Classifica, su legaseriea.it.
Legenda:

Luogo: C = Casa; T = Trasferta. Risultato: V = Vittoria; N = Pareggio; P = Sconfitta.

### Statistiche dei giocatori
Aggiornate al 13 maggio 2023 
| Giocatore             | Serie A  | Serie A | Serie A     | Serie A    | Coppa Italia | Coppa Italia | Coppa Italia | Coppa Italia | Totale   | Totale | Totale      | Totale     |
| Giocatore             | Presenze | Reti    | Ammonizioni | Espulsioni | Presenze     | Reti         | Ammonizioni  | Espulsioni   | Presenze | Reti   | Ammonizioni | Espulsioni |
| --------------------- | -------- | ------- | ----------- | ---------- | ------------ | ------------ | ------------ | ------------ | -------- | ------ | ----------- | ---------- |
| E. Bohinen            | 24       | 0       | 0           | 0          | 1            | 0            | 0            | 0            | 25       | 0      | 0           | 0          |
| F. Bonazzoli          | 24       | 2       | 1           | 0          | 1            | 0            | 0            | 0            | 25       | 2      | 1           | 0          |
| E. Botheim            | 28       | 1       | 2           | 0          | 1            | 0            | 0            | 0            | 29       | 1      | 2           | 0          |
| D. Bradarić           | 31       | 0       | 5           | 0          | 0            | 0            | 0            | 0            | 31       | 0      | 5           | 0          |
| D. Bronn              | 24       | 0       | 5           | 1          | 0            | 0            | 0            | 0            | 24       | 0      | 5           | 1          |
| A. Candreva           | 35       | 7       | 1           | 1          | 0            | 0            | 0            | 0            | 35       | 7      | 1           | 1          |
| L. Capezzi            | 0        | 0       | 0           | 0          | 1            | 0            | 0            | 0            | 1        | 0      | 0           | 0          |
| M. Cavion             | 0        | 0       | 0           | 0          | 1            | 0            | 0            | 0            | 1        | 0      | 0           | 0          |
| L. Coulibaly          | 35       | 3       | 12          | 0          | 1            | 0            | 0            | 0            | 36       | 3      | 12          | 0          |
| D. Črnigoj            | 7        | 0       | 1           | 0          | 0            | 0            | 0            | 0            | 7        | 0      | 1           | 0          |
| F. D'Andrea           | 0        | 0       | 0           | 0          | 0            | 0            | 0            | 0            | 0        | 0      | 0           | 0          |
| F. Daniliuc           | 27       | 0       | 10          | 0          | 0            | 0            | 0            | 0            | 27       | 0      | 10          | 0          |
| J. De Matteis         | 0        | -0      | 0           | 0          | 0            | -0           | 0            | 0            | 0        | -0     | 0           | 0          |
| B. Dia                | 33       | 16      | 3           | 0          | 0            | 0            | 0            | 0            | 33       | 16     | 3           | 0          |
| F. Fazio              | 14       | 1       | 2           | 1          | 1            | 0            | 1            | 0            | 15       | 1      | 3           | 1          |
| V. Fiorillo           | 1        | -2      | 0           | 0          | 0            | -0           | 0            | 0            | 1        | -2     | 0           | 0          |
| N. Gyömbér            | 27       | 0       | 5           | 0          | 1            | 0            | 0            | 0            | 28       | 0      | 5           | 0          |
| C. Iannone            | 0        | 0       | 0           | 0          | 0            | 0            | 0            | 0            | 0        | 0      | 0           | 0          |
| A.P. Iervolino        | 1        | 0       | 0           | 0          | 0            | 0            | 0            | 0            | 1        | 0      | 0           | 0          |
| P. Jaroszyński        | 0        | 0       | 0           | 0          | 0            | 0            | 0            | 0            | 0        | 0      | 0           | 0          |
| G. Kastanos           | 28       | 2       | 3           | 0          | 1            | 0            | 0            | 0            | 29       | 2      | 3           | 0          |
| W. Kechrida           | 0        | 0       | 0           | 0          | 1            | 0            | 0            | 0            | 1        | 0      | 0           | 0          |
| J. Kristoffersen      | 1        | 0       | 0           | 0          | 0            | 0            | 0            | 0            | 1        | 0      | 0           | 0          |
| M. Lovato             | 17       | 0       | 2           | 0          | 0            | 0            | 0            | 0            | 17       | 0      | 2           | 0          |
| G. Maggiore           | 15       | 0       | 2           | 0          | 0            | 0            | 0            | 0            | 15       | 0      | 2           | 0          |
| V. Mantovani          | 0        | 0       | 0           | 0          | 1            | 0            | 0            | 0            | 1        | 0      | 0           | 0          |
| P. Mazzocchi          | 27       | 2       | 2           | 0          | 0            | 0            | 0            | 0            | 27       | 2      | 2           | 0          |
| A. Micai              | 0        | -0      | 0           | 0          | 0            | -0           | 0            | 0            | 0        | -0     | 0           | 0          |
| A. Moțoc              | 0        | 0       | 0           | 0          | 0            | 0            | 0            | 0            | 0        | 0      | 0           | 0          |
| H. Nicolussi Caviglia | 11       | 1       | 2           | 0          | 0            | 0            | 0            | 0            | 11       | 1      | 2           | 0          |
| G. Ochoa              | 20       | -32     | 1           | 0          | 0            | 0            | 0            | 0            | 20       | -32    | 1           | 0          |
| F. Orlando            | 0        | 0       | 0           | 0          | 0            | 0            | 0            | 0            | 0        | 0      | 0           | 0          |
| K. Piątek             | 33       | 4       | 4           | 0          | 0            | 0            | 0            | 0            | 33       | 4      | 4           | 0          |
| L. Pirola             | 26       | 2       | 4           | 0          | 1            | 0            | 0            | 0            | 27       | 2      | 4           | 0          |
| I. Radovanović        | 10       | 0       | 1           | 1          | 0            | 0            | 0            | 0            | 10       | 0      | 1           | 1          |
| F. Ribéry             | 1        | 0       | 0           | 0          | 1            | 0            | 0            | 0            | 2        | 0      | 0           | 0          |
| J. Sambia             | 21       | 0       | 3           | 0          | 0            | 0            | 0            | 0            | 21       | 0      | 3           | 0          |
| L. Sepe               | 17       | -27     | 3           | 0          | 1            | -2           | 0            | 0            | 18       | -29    | 3           | 0          |
| Simy                  | 0        | 0       | 0           | 0          | 0            | 0            | 0            | 0            | 0        | 0      | 0           | 0          |
| A. Sorrentino         | 0        | -0      | 0           | 0          | 0            | -0           | 0            | 0            | 0        | -0     | 0           | 0          |
| S. Sy                 | 0        | 0       | 0           | 0          | 1            | 0            | 0            | 0            | 1        | 0      | 0           | 0          |
| W. Troost-Ekong       | 8        | 1       | 1           | 0          | 0            | 0            | 0            | 0            | 8        | 1      | 1           | 0          |
| D. Valencia           | 12       | 0       | 1           | 0          | 1            | 0            | 0            | 0            | 13       | 0      | 1           | 0          |
| E. Vergani            | 0        | 0       | 0           | 0          | 0            | 0            | 1            | 0            | 0        | 0      | 1           | 0          |
| T. Vilhena            | 33       | 4       | 5           | 0          | 0            | 0            | 0            | 0            | 33       | 4      | 5           | 0          |